# Jurgens Strydom
Jurgens Strydom (* 13. März 1987 in Windhoek, Südwestafrika) ist ein ehemaliger namibischer Tennisspieler. Mit Weltranglistenplatz 976 im Jahr 2007 im Einzel und 802 im Doppel gilt er als bester Spieler in der Geschichte des Landes.

## Karriere
Strydom spielte von 2002 bis 2009 professionell. Sein größter Turniererfolg war das Erreichen des Halbfinals beim Juniorenturnier der Wimbledon Championships 2005 im Doppel mit Christopher Llewellyn. 2007 erreichte er das Finale des Heimturniers in Windhoek im Rahmen der ITF Future Tour, wo er Claudio Grassi unterlag. Im gleichen Jahr erreichte er mit seinem Doppelpartner Bogdan-Victor Leonte das Finale in Benin City in Nigeria.
Strydom spielte von 2003 bis 2009 in der namibischen Davis-Cup-Mannschaft und ist in dieser mit 29 Teilnahmen Rekordspieler.